# صلاة من أجل العائلة
صلاة من أجل العائلة رواية للروائية اللبنانية رينيه الحايك. صدرت الرواية لأوّل مرة عام 2007 عن دار نشر المركز الثقافي العربي في بيروت. ودخلت في القائمة الطويلة للجائزة العالمية للرواية العربية لعام 2009، المعروفة بجائزة «بوكر».

## حول الرواية
تتميز هذه الرواية ببساطتها وثرائها فيما هي تحكي سيرة عائلة تعاني البؤس والهجرة والفقدان. يتّسع عالم رواية الكاتبة اللبنانية «رينيه الحايك» ليعبر عن خلل الحضور في الزمان والمكان. خلل ولّدته الحرب اللبنانية ليجد صداه في المتخيل الروائي.